# Rhyscotus australis
Rhyscotus australis là một loài chân đều trong họ Rhyscotidae. Loài này được Lewis miêu tả khoa học năm 1998.